# Орден „Черен орел“
Орденът „Черен орел“ (на немски: Schwarzer-Adler-Orden) или (на немски: Schwarzer Adlerorden) е най-висшето пруско държавно отличие, давано „за заслуги“.
Орденът не се връчва, и е учреден от първия пруски крал Фридрих I, по повод на неговата коронация на 18 януари 1701 г. (датата на основаване на Кралство Прусия). Черният орел е рицарски орден в един клас. Състои се от кръст, звезда и лента в оранжев цвят. Големият кръст на Ордена се носи на златна верижка.
Големият титуляр (на немски: Grandmaster) на ордена бил пруския крал, а синовете му придобиват по рождение кавалерство на ордена.
Други титуляри на ордена могат да бъдат държавни глави, държавни служители, както и немски поданици – за държавни и граждански заслуги. Знакът на ордена е светлосин осемлъчев кръст с четири черни орли в ъглите с шифър FK на щита в средата, който се надява на широка оранжева лента носена през рамо. Другата му форма е осемлъчна сребърна звезда с черен орел на оранжево поле, около който е изписано мотото „Suum cuique“, под което е изобразен лавров венец.
Орденът е в сила в периода на съществуване на пруската държавност – 1701 – 1945 г. През това време титуляри на ордена са редица предимно руски имперски деятели сред които Александър Меншиков, Пьотър Румянцев, Александър Суворов, Григорий Потьомкин, Михаил Кутузов.
Удостояването с „черен орел“ е било извънредно престижно и голяма чест за титуляра.

## Галерия
- Звездата на ордена
- Знакът на ордена на верижка